# فراری تستروزا
فراری تستروزا (Ferrari Testarossa) خودرویی است که در سال‌های ۱۹۸۴–۱۹۹۶ بوسیلهٔ فراری در ایتالیا تولید شده‌است.
این خودرو در کلاس خودرو اسپورت قرار گرفته و طراحی آن خودروهای موتور وسط عقب-محور عقب بوده‌است. سیستم جعبه‌دندهٔ آن ۵ دنده به صورت دستی بوده و نیروی خود را از یک پیشرانهٔ دوازده سیلندر تخت، با حجم ۴٫۹ لیتر دریافت می‌کرد که توانایی تولید ۳۹۰ اسب بخار قدرت را در دور موتور ۶۳۰۰rpm داشت.
ضریب پسای بدنه این خودرو ۰٫۳۶ بود و در مدت ۵٫۳ ثانیه از حالت سکون به سرعت صد کیلومتر بر ساعت می‌رسید.
تستاروسا به معنی سر قرمز است که به دلیل سرسیلندر قرمز رنگ این خودرو انتخاب شده‌است.